# Тартак (річка)
Тартак, Отавин — річка в Україні, у Житомирському районі Житомирської області. Права притока Тні (басейн Дніпра).

## Опис
Довжина 13 км, похил річки — 1,8 м/км. Формується з багатьох безіменних струмків. Площа басейну 109 км².

## Розташування
Бере початок на південому сході від села Видумка. Тече в північно-західному напрямку через село Слобідка і на південному заході від села Веселе впадає в річку Тня, ліву притоку Случі.

## Притоки
- Вгодинка - права притока. Її довжина приблизно 17,30[3] км, найкоротша відстань між витоком і гирлом — 15,71  км, коефіцієнт звивистості річки — 1,11 . Повністю каналізована у 60-і роки минулого століття. Починається у селі Стара Олександрівка. Спочатку тече переважно на північний захід через Буряківку, Ягодинку, далі повертає на південний захід і впадає у Тартак на південно-східній стороні від села Молодіжне[1][4][2]. Населені пункти вздовж берегової смуги: Корчівка, Веселе. 
  - Хмелівка - ліва притока Вгодинки. Тече переважно на північний захід через село Корчівка і впадає у Вгодинку у с. Ягодинка[1][5][2]